# 高溪池
高溪池（1932年—2024年5月11日），臺灣基隆市信義區人，長年擔任地方記者，退休後撰寫8集《基隆選舉錄》以記錄基隆的選舉歷史。

## 生平
生於1932年的高溪池為臺北州立基隆中學校畢業，住基隆市信二路復興國宅，1952年起擔任記者。高溪池先後擔任過《民眾日報》、《青年戰士報》、《青年日報》、《大華晚報》、正聲廣播公司、《台灣日報》記者和特派員。他與基隆市記者公會理事長李伯元、《自由時報》特派盧賢秀、《聯合報》特派員楊玉盛、李公威、《中國時報》特派員翟大龍、《中華日報》特派王慕慈等常有往來。
1994年11月，高溪池整理書房時，發現一袋歷年來基隆市各項選舉資料，便想為自己記者生涯留下紀錄，於是計畫出書《基隆選舉錄》。1995年10月14日，高溪池舉行《基隆選舉錄》新書發表會時，表示已作到三不朽之一的「立言」而不虛此生。該書第一版僅三千本，預購就全數一空。
個人生活上，高溪池有女兒與兒子，到晚年已當上曾祖父。2000年，高溪池退休。該年起他續寫《基隆選舉錄》，著墨於各項競選期間發生的重大事件說明。之後，他白天就在政治圈間走動，晚上將地方政治人物及各黨政治版圖的盛衰寫成書，每3到4年就出1本《基隆選舉錄》，共出8集。在歷史觀上，他認為1991年的第二屆國大代表和1992年第二屆立委選舉在台灣選舉史上是一大轉變，再經過了二屆國代的修憲後，1994年底舉行省長、直轄市長民選，更使得台灣民主政治向前推進。
晚年，高溪池因肝癌而常於基隆長庚醫院回診，後舊病復發回診治療無效，於2024年5月11日凌晨2點許去世。